# Вестерборстел
Вестерборстел (њем. Westerborstel) општина је у њемачкој савезној држави Шлезвиг-Холштајн. Једно је од 115 општинских средишта округа Дитмаршен. Према процјени из 2010. у општини је живјело 108 становника. Посједује регионалну шифру (AGS) 1051131.

## Географски и демографски подаци
Вестерборстел се налази у савезној држави Шлезвиг-Холштајн у округу Дитмаршен. Општина се налази на надморској висини од 13 метара. Површина општине износи 4,1 km². У самом мјесту је, према процјени из 2010. године, живјело 108 становника. Просјечна густина становништва износи 26 становника/km².